# Xã Elmwood, Quận Peoria, Illinois
Xã Elmwood (tiếng Anh: Elmwood Township) là một xã thuộc quận Peoria, tiểu bang Illinois, Hoa Kỳ. Năm 2010, dân số của xã này là 2.598 người.